# Награда Матићев шал
Награда Матићев шал се додељује за најбољу песничку књигу аутора до 27 година. Награду додељује Народна библиотека Душан Матић у Ћуприји у оквиру манифестације Матићеви дани.

## О Награди
Награда је установљена у спомен на српског књижевника Душана Матића, рођеног у Ћуприји, и први пут додељена 1990. у оквиру манифестације Матићеви дани, у организацији Центра за културу Занатски дом. Награда се првобитно додељивала песнику до 25, затим до 30, а сад до 27 година старости, за књигу, песму или циклус објављен у периоду између две манифестације. Награду додељује Народна библиотека „Душан Матић” у Ћуприји.
Награда се састоји од плакете, уникатног шала и новчаног износа.
Већина добитника Матићевог шала су остали активни на српској књижевној сцени. Између осталих, најзначајнији су Ласло Блашковић, Саша Јеленковић, Драган Бошковић, Дејан Алексић, Јасмина Топић, Бранимир Бојић, Иван Ј. Петровић, Бојан Васић, Милош Бркић.

## Добитници

#### Од 1990. до 2000.
- 1990 — Ласло Блашковић, за књигу песама Црвене бригаде, Братство-Јединство, Нови Сад 1989.[2]
- 1991 — Нена Смиљанић, за књигу песама Свемирја, Рад, Београд 1990.[2]
- 1992 — Саша Јеленковић, за књигу песама Непријатна геометрија, Књижевна омладина Србије, Београд 1992.[2]
- 1993 — Гојко Божовић, за књигу песама Душа звери, Рад – Фестивал поезије младих, Београд – Врбас 1993.[2]
- 1994 — Зоран Ћалић (Зоран Богнар), за књигу песама Анонимна бесмртност, Рад, Београд 1994.[2]
- 1995 — Јасна Милићев, за књигу песама Шарам по глави, Књижевна општина Вршац, Вршац 1994.[2]
- 1996 — Игор Каранов, за књигу песама Век без иког, Прометеј, Нови Сад 1996.[2]
- 1997 — Ненад Јовановић, за песму „Песма мог тела”, Реч, 35/36, 1997. (Одбио да прими награду.)[2]
- 1998 — Сања Бахун, за књигу песама Икару са љубављу, Прометеј, Нови Сад 1998.[2]
- 1999 — Драган Бошковић, за књигу песама Вртоглавица, лаж и Вавилон од картона, Књижевна омладина Србије, Београд 1998.[2]
- 2000 — Дејан Алексић, за књигу песама Свагдашњи час, Просвета, Београд 1999.[2]

#### Од 2001. до 2010.
- 2001 — Игор Вукојевић, за књигу песама Господски забрани, Народна књига – Алфа, Београд 2000.[2]
- 2002 — Јасмина Топић, за књигу песама Пансион – Метаморфозе, Центар за стваралаштво младих, Београд 2001.[2]
- 2003 — Бранимир Бојић, за књигу песама Постапокалиптички оргазам, Светови, Нови Сад 2003.[2]
- 2004 — Мирјана Ковачевић, за књигу песама Како год зажелиш, Интерпрес, Београд 2003.
- 2005 — Владимир Вукомановић, за књигу песама Упорност сећања, „Љубостиња”, Трстеник 2005.
- 2006 — Младен Шљивовић, за књигу песама Петнаест разгледница за дванаест адреса, Дом омладине, Зајечар, 2006.
- 2007 — Срђан Чеперковић, за књигу песама Заборављени град, „Љубостиња”, Трстеник 2007.
- 2008 — Иван Ј. Петровић, за књигу песама Наручја, Библиотека града Београда, Београд 2008.
- 2009 — Слађан Милошевић, за књигу песама Ваздух у шаци, Књижевна заједница „Борислав Станковић”, Врање 2008.
- 2010 — Бојан Васић, за књигу песама Срча, Градска библиотека, „Владислав Петковић Дис”, Чачак 2009.

#### Од 2011. до 2020.
- 2011 — Јана Растегорац, за књигу песама Исечак 8, Матица српска, Нови Сад 2010.
- 2012 — Марија Миладиновић, за књигу песама Соба модрих боја, Удружење књижевника Србије, Београд 2012.
- 2013 — Милош Бркић, за књигу песама Сенке у очима, Народна библиотека Ужице, 2013.[3]
- 2014 — Огњен Караџић, за књигу песама Прљаве људске шаке, Књижевна омладина Србије, Београд 2013.[4]
- 2015 — Јулијана Јанковић, за књигу песама Простор и несаница. Зов, Новмарк, Београд 2014.[5]
- 2016 — Ајтана Дрековић, за књигу песама Фосил сумње, Центар за културу и туризам, Зајечар 2016.[6]
- 2017 — Растко Лончар, за књигу песама Нерви од волфрама, Бранково коло, Сремски Карловци 2017.[7]
- 2018 — Слађана (Бранислава) Бушић, за књигу песама У уху дух (а/у), Студентски културни центар, Крагујевац 2017.
- 2019 — Александра Батинић, за књигу песама Антикитера, Бранково коло, Сремски Карловци 2019.
- 2020 — Лена Волгин (Александра Гвозденовић), за књигу песама Цвет у јами, Скрипта интернационал, Београд 2020.[8]

#### Од 2021. до 2030.
- 2021 — Коста Косовац, за књигу песама Џемпери за камење, Српска књижевна задруга, Београд 2021.[9]
- 2022 — Лазар Букумировић, за књигу песама Уџбеник свакодневице, Матица српска, Нови Сад 2021.[10]
- 2023 — Амар Личина, за књигу песама Мера ствари, Студентски културни центар Крагујевац, 2022.[11]
- 2024 — Урош Ђоровић, за књигу песама Уриел, Удружење књижевника и књижевних преводилаца Панчева, 2023.[12]